# Варусна деформація коліна

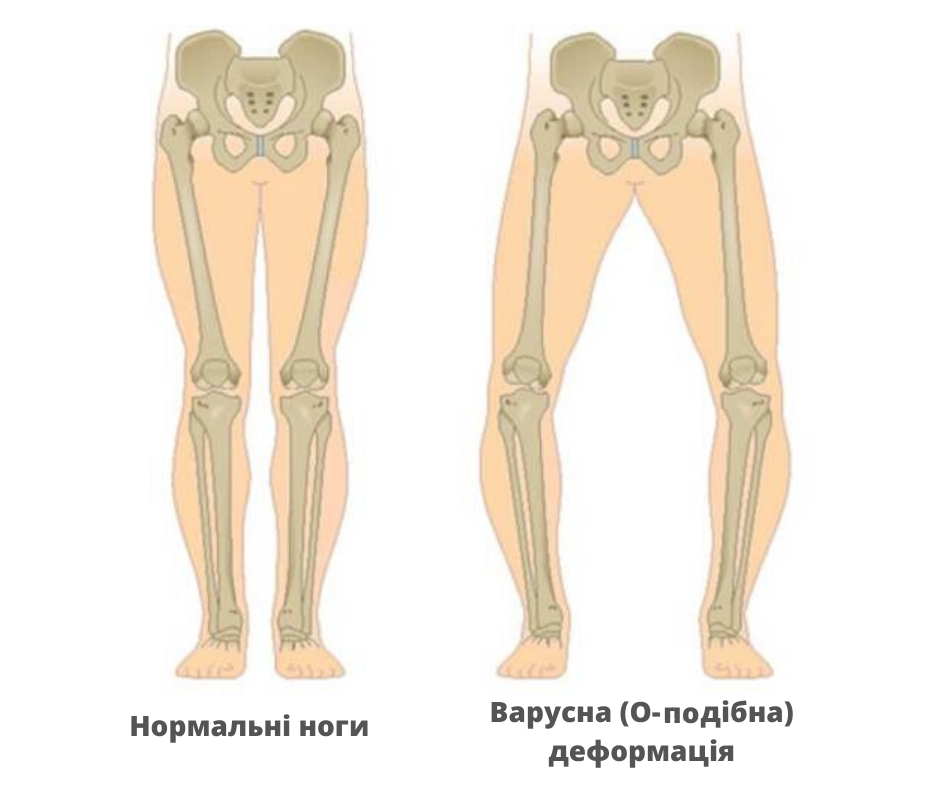
Варусна (О-подібна) деформація ніг

Ва́русна деформація (від лат. varus — «вигнутий дозовні») або О-подібна деформація (лат. genu varum — «вигнуте дозовні коліно») — один з видів деформації колінних або стегнових суглобів, при якій коліна розходяться в різні боки, стопи при цьому залишаються зімкнуті. Варусна деформація — це медіальна ангуляція (викривлення направлене до середньої лінії тіла) дистального сегменту кістки або суглоба. Зазвичай патологія стосується медіальних кутів обох кінцівок.

## Причини варусної деформації
Розвиток патології пов'язаний із проблемами, що впливають на ріст кісткової тканини ніг. Це рахіт, проблеми зі скелетом, пухлини та інфекції. Незбалансований раціон та мала кількість поживних речовин виступають додатковим фактором, що впливає на утворення варусної деформації. Для нормального росту кісток та м'язів необхідні кальцій, фосфор і вітамін D. Перші ознаки деформації можна побачити уже в ранньому дитинстві.
Травми, переломи та деякі операції на кінцівках можуть призвести до набутої форми genu varum. Додатковий фактор ризику — професійна діяльність. Наприклад, патологія поширена серед жокеїв та футболістів.

### Варусна деформація у дітей
Діти до 18 місяців мають фізіологічний genu varum, що вважається нормою. Якщо дитина сидить, її стопи знаходяться навпроти одна одної, то великогомілкова та стегнова кістки вигнуті назовні. Якщо ноги витягнути, між колінами видно просвіт.
Надалі будова поступово змінюється. У перший рік життя колінні суглоби поступово зближуються, кути нахилу стегнової кістки нахиляються вниз у напрямку до колінних суглобів. Великогомілкова кістка випрямляється, а стопи розвертаються донизу.
Окрім того, що змінюються кути нахилу, кістки міняють свою структуру. Із хрящової тканини вони перетворюються на кісткову. Окостеніння та зміна кутів готують тіло до ходьби, щоб воно могло витримати власну вагу у вертикальному положенні.

### Рахіт
Рахіт — захворювання, що виникає внаслідок дефіциту вітаміну D та поганого засвоєння кальцію. Кальцій — основний компонент кісткової тканини. Без вітаміну D організм втрачає цей макроелемент. Коли виникає рахіт, кістки стають м'якими, ламкими та деформованими.
Частота поширеності рахіту сягає 65 % у різних регіонах світу. Він проявляється у дітей раннього віку та виступає однією з поширених причин розвитку варусної деформації.
Genu varum може зникати після корегування раціону харчування або потребує медичного втручання у важких випадках, коли порушена хода.

### Хвороба Блаунта
Хвороба Ерлахера-Блаунта характеризується варусною деформацією проксимального відділу великогомілкової кістки та внутрішньою торсією гомілки, що виникають внаслідок порушення функціонування медіальної частини проксимальної зони росту великогомілкової кістки.

Уражена кістка вигинається назовні, утворюючи О-подібну деформацію. Хвороба Блаунта поділяється на два типи: інфантильний та підлітковий. Перший діагностується на 2-3 році життя. Підлітковий тип розвивається, якщо вчасно не помітити інфантильний. Тоді можуть виникати ускладнення, а лікування стає важчим.

### Дисплазія
Вроджена аномалія розвитку суглобів, що проявляється в деформації кінцівок. Варусна патологія — одна з них. Дисплазія має кілька ступенів. Важкими вважаються підвивих та вивих стегна. Проявляється патологія в тому, що голівка стегнової кістки не входить до вертлюжної западини. Тому порушується хода, постава та навантаження на ноги.

## Діагностика
Стандартний протокол діагностики включає рентген обох кінцівок у положенні стоячи із правильною орієнтацією наколінників.
При аналізі рентгену проводять оцінку кутових параметрів колінного суглоба на відповідність протоколу, запропонованому Д. Пейлі, т. з. MAD-тест (Mechanical Axis Deviation — «відхилення механічної осі»). Це дозволяє виявити точну локалізацію та ступінь деформації.

## Лікування
Зазвичай лікування маленьких дітей до 3 з половиною років не потрібне. У цьому віці genu varum є фізіологічною особливістю. Проте варто спостерігати за деформацією. В деяких випадках лікарі призначають консервативне лікування, якщо genu varum прогресує.
Після 3,5 років потрібне лікування за допомогою операції. Якщо причиною патології стали рахіт або інші хвороби кісток, то в першу чергу лікують їх. В цей період не можна дозволяти дитині ставати на ноги.
Для пацієнтів старшого віку показана остеотомія — хірургічне втручання для корекції кісток та суглобів. Ортопедичні методи можуть лише зняти симптоми захворювання.

### Рахіт
Якщо рахіт тривав довгий проміжок часу, деформацію важко виправити природним шляхом. Тоді призначають хірургічне втручання.
Початкові форми рахіту та перші стадії genu varum при ньому можна скорегувати вітаміном D і кальцієм в раціоні дитини. Одразу вводять високі дози вітаміну D3, поступово знижуючи їх. Залежно від тяжкості, добова доза згідно Наказу МОЗ України складає від 2000 до 5000 МО. Додатково призначають препарати кальцію, магнію, оротової кислоти, карнітину хлориду, АТФ, полівітаміни (E, гр. B, C).
ВОЗ рекомендує добавки вітаміну D для профілактики захворювання.

### Хвороба Блаунта
Лікування лише оперативне. Виділяють два основні шляхи:
- Вплив на ріст кістки — операції зі стимуляції росту або блокування росту. Це робиться для досягнення симетрії кінцівок.
- Остеотомія із фіксацією кісткових фрагментів у потрібному положенні. Існують малоінвазивні методи втручання із мінімальними крововтратами та травмуванням.

### Дисплазія
Згідно із затвердженою настановою МОЗ ранній початок лікування виявляється одним з головних чинників успішної терапії. Якщо у дитини до 6 місяців спостерігається синдром Ортолані, рекомендують носити стремена Павліка та апарат Гневковського. Якщо немає позитивної динаміки через 2 тижні, призначають лейкопластирне витяжіння.
Хірургічне втручання для дітей з вродженим вивихом стегна показане при:
- неможливості виправити вивих закритим шляхом;
- первинному діагностування дисплазії після 1,5-2 років.

При втручанні відновлюють центрацію стегнової кістки у кульшовій западині.

## Прогноз
Якщо фізіологічний Genu Varum зберігається з дитинства, він не впливає на здатність ходити. Проте може створювати психологічний дискомфорт та естетичні незручності. При великих кутах відхилення та порушенні ходи необхідне хірургічне лікування. В подальшому Genu Varum стає причиною раннього артрозу та артриту внаслідок високого навантаження на опорно-руховий апарат та ноги.